# Сезон охоты
«Сезон охоты» (англ. Open Season) — американский мультипликационный фильм 2006 года. Бюджет составил 85 млн долларов.
Премьера фильма состоялась 29 сентября 2006 года в США.
Позже были выпущены три полнометражных сиквела: «Сезон охоты 2», «Сезон охоты 3» и «Сезон охоты 4».
В том же 2006 году компания Ubisoft выпустила одноимённую компьютерную игру по мотивам мультфильма.

## Сюжет
Дрессированный медведь-гризли по имени Буг живёт размеренной жизнью в городе Тимберлайн, штат Орегон. С детства воспитанный девушкой-егерем Бет, он развлекает местных жителей цирковыми номерами и не мыслит для себя никакой другой жизни, кроме городской. Но однажды в город приезжает охотник Шо, который ночью сбил оленя по имени Эллиот (при столкновении с машиной Шо олень лишился левого рога) и привязал к грузовику. Буг освобождает Эллиота, который скрывается от стреляющего в него Шо. Разгневанный Шо клянётся отомстить Бугу.
Ночью Эллиот приходит к медведю с целью спасти от егеря, но, узнав, что гараж — дом медведя, меняет мнение. Эллиоту удаётся с помощью шоколадного батончика выманить медведя на улицу, а впоследствии — в магазин, где они устраивают вечеринку и все громят. От большого поедания сладостей Бугу становится плохо (впадает в состояние, близкое к опьянению). Подоспевший на место полицейский Горди хватает медведя и отвозит его разъярённой Бет (Эллиот успел убежать ещё раньше).
На следующий день Эллиот пытается спрятаться у медведя в закулисах, так как за ним охотится Шо. Медведь, в свою очередь, пытается избавиться от него, но для зрителей со стороны это выглядит так, будто он на него нападает. В панике зрители разбегаются прочь. Во всеобщей неразберихе Шо пытается «убить одним выстрелом двух друзей». Но его опережает Бет, выстрелив из транквилизатора. Несмотря на то, что до открытия сезона охоты осталось три дня, егерь решает доставить обоих в лес, но в ту часть, где они будут в безопасности. С ужасом осознав, где они находятся, Буг решается отыскать дорогу обратно в Тимберлайн. Попутно он пытается освоиться в непривычной обстановке дикого леса и постоянно попадает «под раздачу» местных обитателей, которые не особо рады «домашнему» медведю.
Пережив множество злоключений, Буг и Эллиот начинают сдруживаться и продолжают идти в город. Но всё меняется, когда выясняется, что Эллиот сбился с пути. Случайно разрушив плотину бобров, животные оказываются в охотничьей зоне. Поссорившись со всеми, особенно с Эллиотом, Буг идёт в случайном направлении и находит хижину, которая оказывается жильём Шо. С трудом убежав оттуда, Буг решает защитить животных и помириться с Эллиотом. Для этого они берут вещи из трейлера путешествующей пары Боба и Бобби, ищущих снежного человека. К ним присоединяется такса по имени Сосиска. На следующий день животные, объединив усилия, дают охотникам бой и обращают их в бегство. Финальным аккордом становится противостояние Буга и Шо, в котором участвует и Эллиот; в результате поверженный охотник бежит прочь. В этот момент прилетает Бет, решившая забрать Буга домой. Но тот даёт ей понять, что хочет остаться в лесу.
В сцене в середине титров, переходя улицу, Шо внезапно попадает под машину Боба и Бобби, которые с юмором принимают его за снежного человека и привязывают его к своему трейлеру.

## Роли озвучивали
| Актёр            | Роль                        |
| ---------------- | --------------------------- |
| Мартин Лоуренс   | медведь гризли Буг          |
| Эштон Кутчер     | однорогий олень Эллиот      |
| Дебра Мессинг    | егерь Бет                   |
| Гэри Синиз       | охотник Шо                  |
| Билли Коннолли   | самец серой белки МакСкуизи |
| Джон Фавро       | бобр Рейли                  |
| Джорджия Энджел  | Бобби                       |
| Джейн Краковски  | олениха Жизель              |
| Гордон Тутузис   | полицейский Горди           |
| Патрик Уорбертон | двурогий олень Ян           |
| Коди Камерон     | такса Сосисочка             |
| Дэнни Манн       | селезень Серж               |
| Мэдди Тэйлор     | селезень Дени               |
| Кирк Бэйли       | второстепенные персонажи    |